# Terra dell'Estate
La Terra dell'Estate, dall'inglese Summerland, è il luogo di riposo ultraterreno teorizzato dalla Wicca.
Nella moderna concezione, questo è differente dal mondo astrale, poiché in quest'ultimo vi si può accedere solo in vita, ma tre nella terra d'estate solo dopo la morte. 
La terra d'estate non è un unico posto, bensì il posto che l'anima ricorda essere il più bello mai visitato, quindi può essere un bosco, una città, o una stanza particolarmente bella. Secondo la concezione wicca prima che l'anima si possa di nuovo reincarnare, deve prima bere dell'acqua dal fiume delle anime perdute, che si trova nell'oltretomba della religione greca/romana; quest'acqua farà dimenticare ogni ricordo della vita passata, ma gli effetti non durano in eterno, e a volte sono più forti di altre.
Questo non è considerato un vero e proprio paradiso di premio eterno, bensì un luogo di purificazione prima che lo spirito possa tornare sulla terra reincarnandosi in un altro corpo.